# Passaporto immunitario

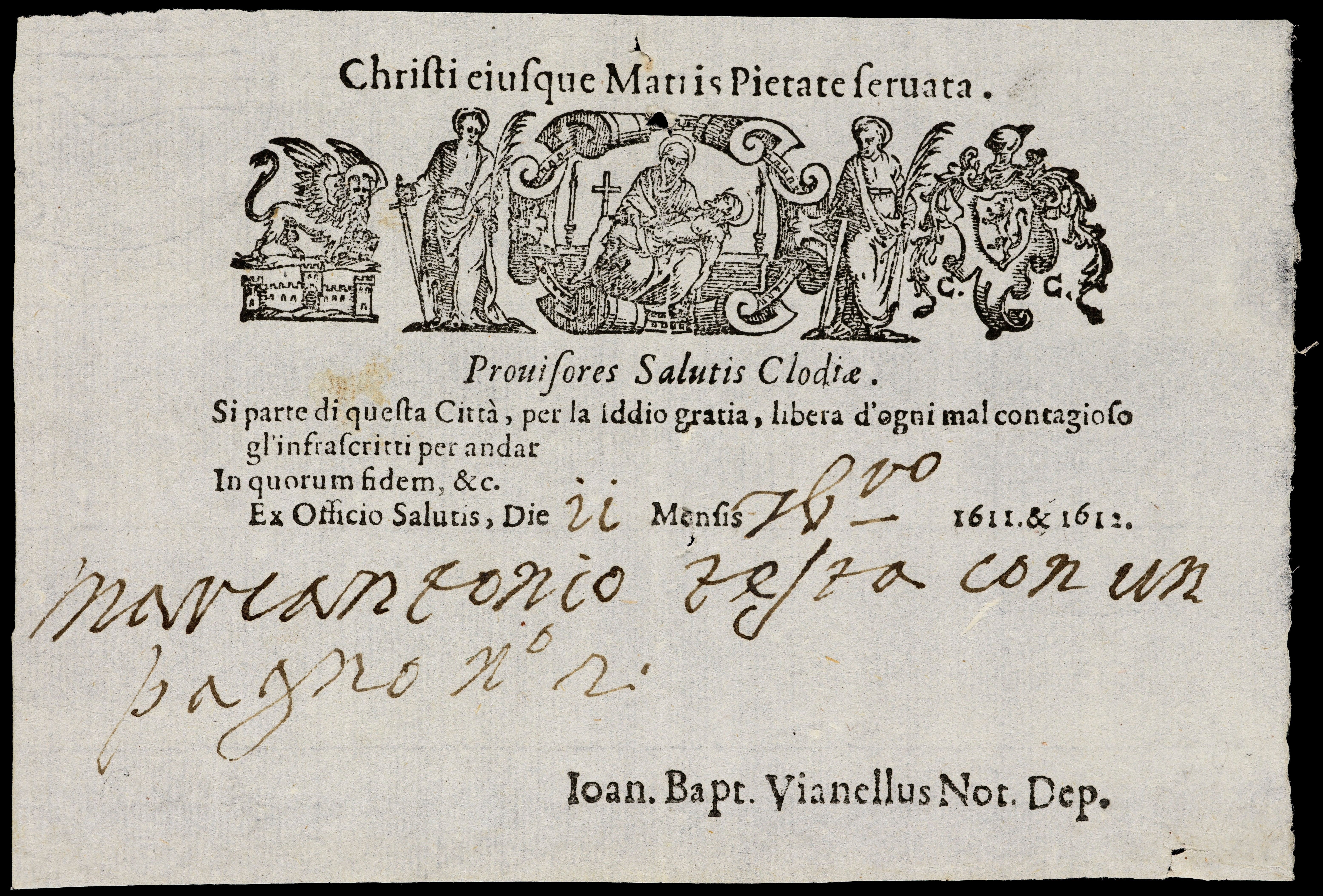
Tessera sanitaria italiana (fede di sanità) per viaggiare in tempo di peste, 1611

Un passaporto di immunità, certificato di immunità, permesso sanitario o certificato di rilascio (tra gli altri nomi utilizzati da varie autorità locali) è un documento, sia in formato cartaceo che digitale, che attesta che il suo portatore ha un grado di immunità a una malattia contagiosa. La certificazione pubblica è un'azione che i governi possono intraprendere per mitigare un'epidemia.
Quando tiene conto dell'immunità naturale o di risultati di test negativi molto recenti, un passaporto di immunità non può essere ridotto a un libretto di vaccinazione o a un certificato di vaccinazione che dimostri che qualcuno ha ricevuto determinati vaccini verificati dalle cartelle cliniche della clinica in cui sono stati somministrati gli stessi, come la Carte Jaune ("cartellino giallo") emessa dall'Organizzazione mondiale della sanità (OMS), che funge da certificato di vaccinazione ufficiale.
Il concetto di passaporti di immunità ha ricevuto molta attenzione durante la pandemia di COVID-19 come potenziale modo per contenere la pandemia e consentire una ripresa economica più rapida. Vengono eseguiti test sierologici affidabili per gli anticorpi contro il virus SARS-CoV-2 per certificare che le persone siano immuni al COVID-19 rilasciando così la documentazione sull'immunità.

## Storia

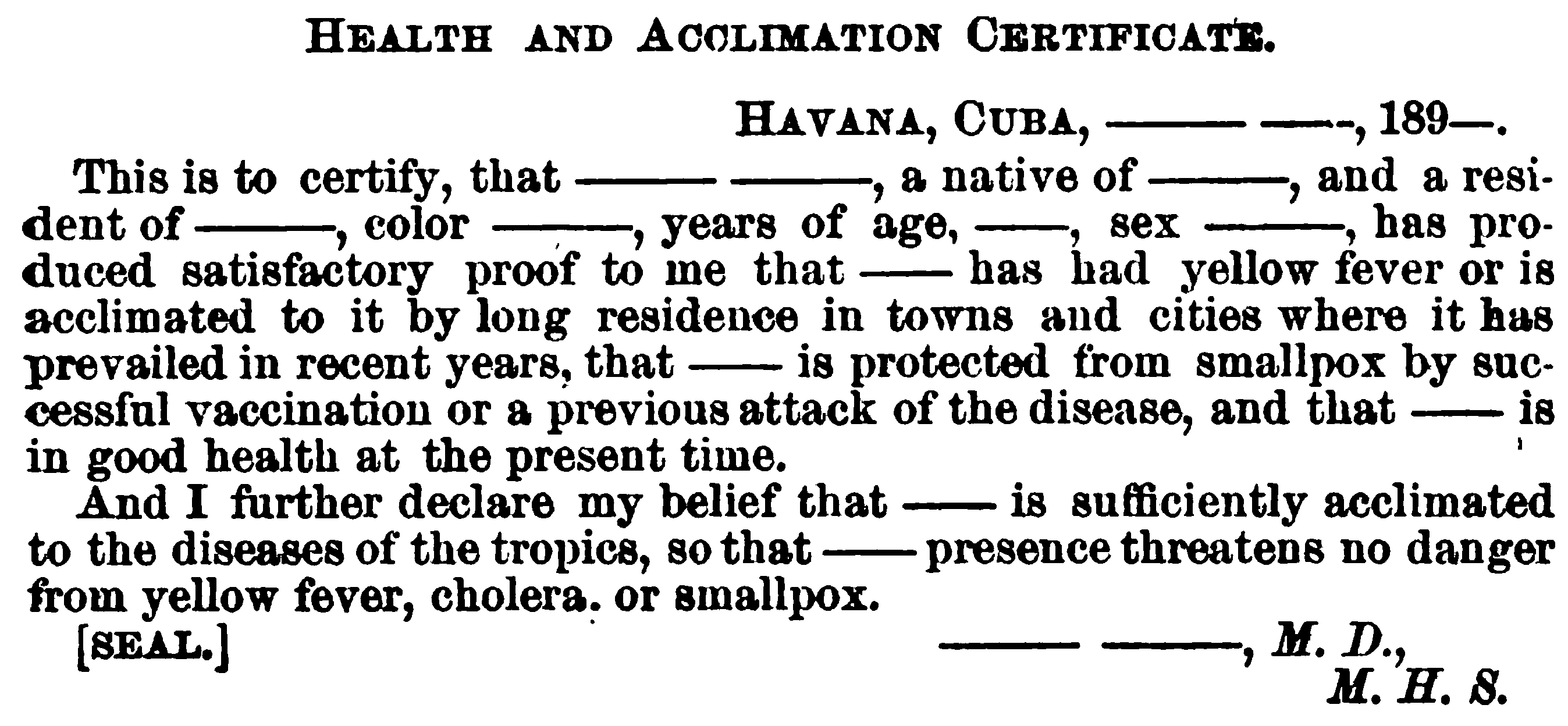
Campione di un certificato, che dovrebbe, tra l'altro, dimostrare l'immunità alla febbre gialla causata da malattia. È stato utilizzato per l'immigrazione negli Stati Uniti alla fine del XIX secolo.

La quarantena è stata utilizzata fin dall'antichità come metodo per limitare la diffusione delle malattie infettive. Di conseguenza, c'è stata anche la necessità di documenti che attestino che una persona avesse completato la quarantena o era altrimenti nota per non essere infettiva. Dal 1600 vari stati italiani emisero fedi di sanità per esentare dalla quarantena i portatori.
Il certificato internazionale di vaccinazione (Carte Jaune) è un certificato di vaccinazione e profilassi, non di immunità. Il documento è rimasto sostanzialmente invariato da quando è stato adottato dalla Convenzione sanitaria internazionale del 1944. Il certificato è più comunemente associato alla febbre gialla, ma è anche usato per tracciare le vaccinazioni contro altre malattie.

## Definizione moderna
Un certificato di immunità è un documento legale rilasciato da un'autorità di controllo a seguito di un test sierologico che dimostra che il portatore ha anticorpi che lo rendono relativamente immune a una malattia.
Questi anticorpi possono essere prodotti naturalmente dalla guarigione dalla malattia o attivati attraverso la vaccinazione o un'altra procedura medica.
I certificati di immunità affidabili possono essere utilizzati per esentare i titolari dalla quarantena e dalle restrizioni sul distanziamento sociale, consentendo loro di viaggiare e lavorare nella maggior parte delle aree, comprese le occupazioni ad alto rischio come l'assistenza medica.
Nel contesto del COVID-19, è stato affermato che tali certificati sono di utilità pratica per la società solo se possono essere soddisfatte tutte le seguenti condizioni:
- I pazienti siano guariti o vaccinati e abbiano un'immunità protettiva che impedisce loro di essere reinfettati
- L'immunità protettiva è di lunga durata
- L'agente patogeno muta in maniera lenta perché l'immunità funzioni contro la maggior parte dei ceppi
- I test di immunità hanno bassi tassi di falsi positivi

Tuttavia, alcuni vaccini di vecchia data raccomandati dall'Organizzazione Mondiale della Sanità, come il vaccino contro il meningococco, sono meno efficaci del 100% e la loro protezione non è eterna.

## COVID-19
Nel 2021, quando i vaccini COVID-19 sono diventati accessibili al pubblico, alcuni governi hanno iniziato ad autorizzare le credenziali sanitarie come documento o in forma digitale. Questi "passaporti vaccinali" vengono utilizzati per controllare l'accesso del pubblico a luoghi al chiuso (come bar, ristoranti, spa e casinò) e raduni molto grandi (come concerti, festival ed eventi sportivi) e non solo per facilitare i viaggi. A seconda dei requisiti dell'autorità emittente, un richiedente dovrebbe fornire una prova di vaccinazione, un test COVID-19 negativo, una prova di guarigione dal virus o una combinazione di queste. Il loro utilizzo e implementazione è stato controverso e ha sollevato varie preoccupazioni scientifiche, mediche, etiche, legali, discriminatorie, in merito alla privacy, ai diritti civili e ai diritti umani.